# Cidaria propinqua
Cidaria propinqua är en fjärilsart som beskrevs av W. Warren 1897. Cidaria propinqua ingår i släktet Cidaria och familjen mätare. Inga underarter finns listade i Catalogue of Life.